# Tentativo di colpo di Stato del 23 febbraio 1899 in Francia
Il tentativo di colpo di Stato del 23 febbraio 1899 in Francia fu un tentativo fallito di un colpo di Stato operato in Francia dal movimento politico nazionalista e revanscista dei boulangisti a danno della Terza Repubblica francese.

## Storia

### Antefatto

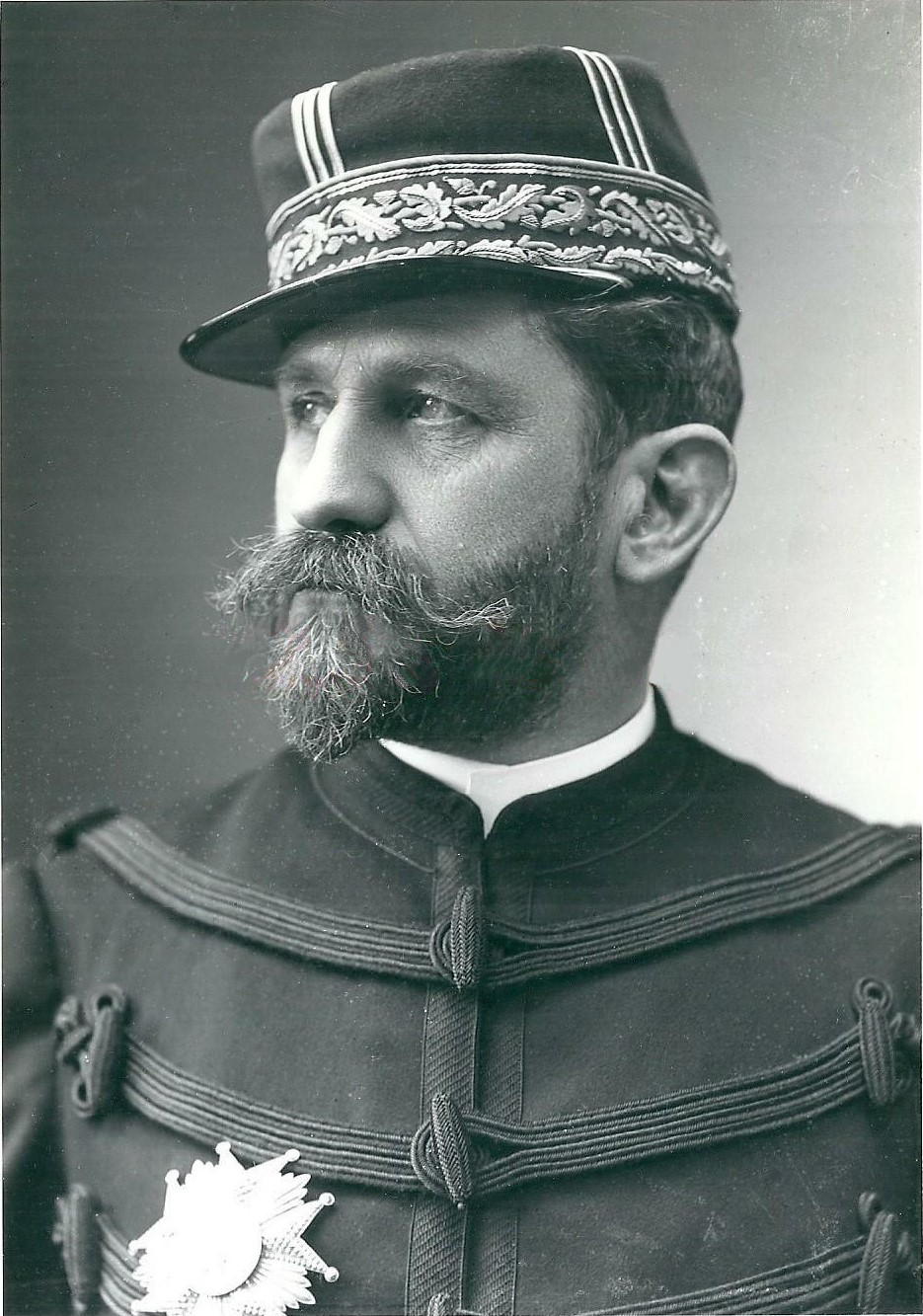
Il generale Boulanger era stato l'ispiratore del revanscismo e del neonazionalismo francese a fine Ottocento

Nell'ultimo decennio dell'Ottocento, in Francia, il generale Georges Boulanger ed il movimento che da lui prendeva il nome di boulangismo, aveva smosso la coscienza dell'elettorato per cercare di rivoluzionare lo stato francese e promuovere la causa nazionalista, muovendo nuovamente guerra alla Germania che dopo la guerra franco-prussiana aveva inflitto una pesante e bruciante sconfitta alla Francia e la aveva privata delle preziose regioni dell'Alsazia e della Lorena.
Il militante nazionalista Paul Déroulède, seguace di Boulanger, era riuscito ad essere eletto all'Assemblea Nazionale nel 1889 portando con sé le proprie idee anticolonialiste e revansciste, promosse spesso con forza e veemenza anche negli ambienti politici e sociali, motivo per cui aveva attirato su di sé un certo sostegno ma anche molto sgomento da parte degli organi di stato.

### Il funerale di Faure e il tentativo di colpo di Stato
Sfruttando l'occasione dei funerali del presidente francese Félix Faure, il 23 febbraio 1899 Déroulède era riuscito a radunare diverse migliaia di aderenti al suo movimento e ad avvicinare il generale Gaudérique Roget, boulangista convinto e comandante di due reggimenti di fanteria della capitale durante la processione della cerimonia funebre del presidente. Déroulède in quell'occasione cercò di convincere il generale Roget a marciare coi suoi uomini sul palazzo dell'Eliseo per deporre il nuovo presidente eletto, Émile Loubet con l'intento di tentare un colpo di Stato che avrebbe portato i boulangisti al governo. Roget, sebbene comprendesse come l'ora fosse ormai giunta per tentare qualche azione di rilievo, si rese conto subito come Déroulède fosse sostanzialmente solo e come nemmeno i boulangisti avrebbero osato intraprendere un colpo di Stato di tale portata in una situazione come quella, contando anche il fatto che il gruppo si era di molto indebolito dopo la morte dello stesso Boulanger nel 1891. Roget rifiutò quindi la proposta di Déroulède e lo fece allontanare, deferendolo successivamente alle autorità per cospirazione ai danni dello stato. Tale azione Roget la compì anche per allontanare dalla sua persona ogni sospetto di collaborazionismo.

### Conseguenze
Déroulède venne tratto in arresto poco dopo ma venne poi assolto dalla Corte d'Assise il 31 maggio successivo; fu arrestato una seconda volta nell'agosto di quello stesso anno e, in un processo che si svolse davanti alla Corte Suprema di Francia, venne riconosciuto colpevole di cospirazione e costretto all'esilio per dieci anni (in Spagna) dal 4 gennaio 1900, potendo ritornare solo nel 1905 grazie ad una amnistia. Roget, malgrado la sua azione lealista nei confronti della repubblica, non uscì comunque indenne da questo tentativo di colpo di Stato per la sua vicinanza agli ambienti boulangisti e per questo motivo venne allontanato da Parigi a seguito del suo reggimento, inviato quindi ad Orléans e poi altrove, sino a quando nel 1907 chiese ed ottenne di essere messo in riserva trovandosi senza altre prospettive di incarichi di rilievo.